# Onthophagus spinicornis
Onthophagus spinicornis är en skalbaggsart som beskrevs av Gillet 1930. Onthophagus spinicornis ingår i släktet Onthophagus och familjen bladhorningar. Inga underarter finns listade i Catalogue of Life.